# Antranilat de metil
L'antranilat de metil és un èster de l'àcid antranílic que es troba en molts olis essencials i en les diverses varietats de Vitis labrusca.

## Propietats químiques
És un líquid clar a groc pàl·lid amb un punt de fusió de 24 °C i un punt d'ebullició de 256 °C. Té una densitat d'1,168 g/cm3 a 20 °C. Té un índex de refracció d'1,583 a 589 nm de longitud d'ona i 20 °C. Mostra una fluorescència blau-violeta clar. És molt lleugerament soluble en aigua i soluble en etanol i propilenglicol. És insoluble en oli de parafina. És combustible, amb punt d'inflamació a 104 °C. Pur, té una olor afruitat de raïm; a 25 ppm té una olor dolça i afruitat, semblant al raïm Concord, amb un matís de moll i baies.

## Usos
L'antranilat de metil és molt usat en alimentació, ja sigui com a conservant o per a donar gust de raïm. S'utilitza també en perfumeria i com a repel·lent d'ocells. És de qualitat alimentària i es pot utilitzar per protegir el blat de moro, els gira-sols, l'arròs, la fruita i els camps de golf. L'antranilat de dimetil (DMA) té un efecte similar. També s'usa per a una part del sabor del raïm Kool-Aid. S'utilitza per aromatitzar dolços, refrescs (per exemple, refresc de raïm), fruita (per exemple, Grāpples), xiclet, drogues i productes de nicotina.
L'antranilat de metil com a component de diversos olis essencials naturals i com a aroma-químic sintetitzat es fa servir àmpliament en la perfumeria moderna. També es fa servir per produir bases Schiff amb aldehids, molts dels quals també es fan servir en perfumeria. En un context de perfumeria, la base de Schiff més comuna es coneix com a aurantiol, produïda combinant antranilat de metil i hidroxicitronel·lal.[8]